# Cerkasî, Pustomîtî
Cerkasî (în ucraineană Черкаси) este un sat în comuna Dmître din raionul Pustomîtî, regiunea Liov, Ucraina.

## Demografie
Componența lingvistică a localității Cerkasî
     Ucraineană (100%)
Conform recensământului din 2001, toată populația localității Cerkasî era vorbitoare de ucraineană (100%).